# Nadja Antonijevic
Nadja Drina Antonijevic Hahn, čileanska je psihologinja i članica Čileanskog društva za kliničku psihologiju. Čileanska je Hrvatica.
Kćer je hrvatskog iseljenika Leandra Antonijevica  i Njemice Ingeborg Hahn Gleibs. Ima dvije sestre, Ilonu i Ingrid.
Obnašala je dužnost direktorice škole psihologije pri Papinskom katoličkom sveučilištu Čilea (Pontificia Universidad Católica de Chile).